# 世界がん研究基金
世界がん研究基金（World Cancer Research Fund）は、ベルギーの勅令により設立された非営利団体で、本部はイギリスロンドンに所在する。Marilyn Gentryが世界がん研究基金の理事長である。
世界がん研究基金は、米国（アメリカがん研究協会）、英国、オランダ、香港に所在する傘下機関を支援している。
世界がん研究基金は、がんがおおむね予防することができることを啓発し、がんと食事、運動、肥満との関係を科学的に研究する資金を提供することを目的として、世界がん研究基金グローバルネットワークの研究活動を指揮、支援している。
世界がん研究基金グローバルネットワークは、戦略的な地域に配置された傘下機関とともに、世界中を通じて斬新的な科学研究の支援、がんがおおむね予防できることの啓発活動、がん予防と管理の提唱の促進を目的としている。
なお、世界がん研究基金グローバルネットワークとは、世界がん研究基金と傘下機関を併せたものを言う。